# Bangdong
Bangdong är en stadsdelsdistrikt i Kina. Den ligger i provinsen Guizhou, i den sydvästra delen av landet, omkring 260 kilometer öster om provinshuvudstaden Guiyang.